# Campeonato NACAM de Fórmula 4
El Campeonato NACAM de Fórmula 4 es una serie de automovilismo de monoplazas que se rige por las regulaciones de la Fórmula 4. La temporada inaugural se celebró en 2015 y 2016, y se lleva a cabo principalmente en México.

## Historia

### Inicios
En marzo de 2013, el austriaco Gerhard Berger y la Comisión de la FIA Singleseater, lanzaría la Fórmula 4 El objetivo de la Fórmula 4 era hacer que la escalera a la Fórmula 1 fuera más transparente. 
Además de los reglamentos deportivos y técnicos, los costos también están regulados. Un automóvil para competir en esta categoría no puede exceder € 30'000 y una sola temporada en la Fórmula 4 no puede exceder € 100'000. El Campeonato NACAM de Fórmula 4 fue la última serie que comenzó en 2015 y la octava categoría de Fórmula 4 en general.
El campeonato ofrece a los pilotos a partir de los 15 años la posibilidad de competir en una monoplaza en un campeonato 100% FIA, midiéndose con pilotos de toda la zona NACAM. El campeón acumula 12 puntos para la Superlicencia.
En 2018, Alexandra Mohnhaupt hizo historia como la primera mujer piloto en ganar una carrera a las regulaciones de Fórmula 4, ganando la primera y segunda carrera en la cuarta ronda de la temporada 2017-18.

### Copa Notiauto
En 2022, el campeonato se unió a la Copa Notiauto, esto para que el campeonato siguiera existiendo.

## Monoplazas
El automóvil del Campeonato NACAM de Fórmula 4 es un Mygale M14-F4, muy similar a los automóviles utilizados en Australia y en Reino Unido, estos automóviles utilizan marcos de fibra de carbono y monocasco Mygale, además de que funcionan con motores Ford 1.6L EcoBoost.
En 2023, se anunció el cambio de monoplaza, esto para que se empezara a usar los Tatuus F4-T421 a partir de 2024.

## Campeones

### Pilotos
| Temporada | Campeón                | Equipo                 | Carreras               | Poles                  | Victorias              | Podios                 | VR                     | Puntos                 |
| --------- | ---------------------- | ---------------------- | ---------------------- | ---------------------- | ---------------------- | ---------------------- | ---------------------- | ---------------------- |
| 2015-16   | Axel Matus             | Ram Racing             | 21                     | 10                     | 12                     | 16                     | 8                      | 405                    |
| 2016-17   | Calvin Ming            | Ram Racing             | 23                     | 6                      | 8                      | 18                     | 5                      | 399                    |
| 2017-18   | Moisés de la Vara      | Scuderia Martiga EG    | 22                     | 7                      | 9                      | 16                     | 8                      | 386                    |
| 2018-19   | Manuel Sulaimán        | Ram Racing             | 20                     | 8                      | 10                     | 15                     | 4                      | 366                    |
| 2019-20   | Noel León              | Ram Racing             | 20                     | 10                     | 7                      | 15                     | 5                      | 325                    |
| 2021      | Temporada no puntuable | Temporada no puntuable | Temporada no puntuable | Temporada no puntuable | Temporada no puntuable | Temporada no puntuable | Temporada no puntuable | Temporada no puntuable |
| 2022      | Juan Felipe Pedraza    | Ram Racing             | 17                     | 5                      | 8                      | 12                     | 6                      | 274                    |
| 2023      | Pedro Juan Moreno      | Ram Racing             | 18                     | 7                      | 11                     | 15                     | 14                     | 315                    |

### Copa de Novatos
| Temporada | Campeón           | Equipo     | Carreras | Poles | Victorias | Podios | VR | Puntos |
| --------- | ----------------- | ---------- | -------- | ----- | --------- | ------ | -- | ------ |
| 2015-16   | Moisés de la Vara | Momo F4    | 21       | 0     | 10        | 18     | 0  | 423    |
| 2016-17   | Manuel Sulaimán   | Ram Racing | 15       | 0     | 12        | 14     | 2  | 336    |

### Copa de Naciones
| Temporada | Campeón  | Carreras | Poles | Victorias | Podios | VR | Puntos |
| --------- | -------- | -------- | ----- | --------- | ------ | -- | ------ |
| 2015-16   | Colombia | 21       | 0     | 14        | 18     | 0  | 422    |

## Circuitos
- Negrita denota un circuito de Fórmula 1 que actualmente está en el calendario.

| Número | Países, Circuitos                 | Temporadas       |
| ------ | --------------------------------- | ---------------- |
| 1      | Autódromo Hermanos Rodríguez      | 2015-            |
| 2      | Autódromo Miguel E. Abed          | 2015-2016, 2018- |
| 3      | Autódromo Monterrey               | 2016-2020        |
| 4      | Óvalo Aguascalientes México       | 2016, 2018-2019  |
| 4      | Autódromo San Luis 400            | 2016-2017, 2019  |
| 4      | Autódromo Yucatán                 | 2017-2018, 2020  |
| 4      | Autódromo de Querétaro            | 2020, 2022-      |
| 8      | Circuito Centro Dinámico Pegaso   | 2016-2017        |
| 9      | Circuito de las Américas          | 2016             |
| 9      | Autódromo Internacional de Cancún | 2017             |
| 9      | MSR Houston                       | 2021             |